# 퓨디파이
퓨디파이(영어: PewDiePie, 본명: Felix Arvid Ulf Kjellberg 펠릭스 아르비드 울프 셸베리[*], 1989년 10월 24일 ~ )는 유튜브 유명 밈, 게임 리뷰 채널이자 운영자로, 고향은 스웨덴의 예테보리이다. 주로 공포 게임과 액션 게임을 다루는데, 유튜브에서 가장 빠르게 성장하고 있는 채널 중 하나이다. 2013년 8월 16일부터 스모쉬를 제치고 1억이 넘는 구독자를 소유함으로써 유튜브 구독자 수 1위를 차지하였다. 퓨디파이의 이름의 유래는 총이 나가는 소리인 pew와 죽다인 die그리고 자신이 좋아하는 pie를 합쳐 PewDiePie이다. 2023년 11월 26일 기준 구독자 수는 약 1억 1100만 이고, 동영상 개수는 약 4700개이다.

## 학창시절
2008년에 Göteborgs Högre Samskola 학교를 졸업한 후, 퓨디파이는 Chalmers University of Technology에서 기술경영학을 공부하였으나 2011년에 대학을 중퇴하였다. 그리고 유튜브 활동을 2009년부터 시작하게 되었다.

## 인터넷 경력

### 유튜브 유명인사
2009년 4월에 처음 시작한 퓨디파이의 유튜브 채널은 서서히 유명세를 탔고 2012년 7월 11일에는 백만 명, 2012년 9월에는 2백만 명의 구독자가 생겼다. 퓨디파이는 Nonick Conference 2012에서 "Let's Play"에 대해 연설한 바 있다. 2012년 10월에는 OpenSlate에서 퓨디파이의 채널이 가장 인기있는 채널로 뽑혔었다.
2013년 4월, 퓨디파이의 채널은 6백만명의 구독자를 기록하였다. 퓨디파이는 제나 마블스, 토비 터너, 스모쉬 등의 유튜브 유명인사들을 상대로 Most Popular Social Show상을 수여받았고, 2013년 5월 싱가포르에서 열린 Starcount Social Stars Awards 행사에서 Swedish Social Star Award를 수여받았다. 그는 또한 생중계로 보도된 Most Popular Game에서 유명후보로 지목되기도 했다. 2012년과 2013년 사이, 퓨디파이의 채널의 구독율은 기하급수적으로 증가했다. 퓨디파이 채널의 구독자의 수가 350만명에서 1900만명으로 급격하게 증가하였으며, 2013년이 거의 끝나갈 때쯤 퓨디파이의 영상 총 조회수는 무려 13억에 달한다. 심지어 가장 인기있는 유튜브 유명인사였던 제나 마블스, 스모쉬를 제치고 퓨디파이가 당당히 1위를 기록했다. 이는 유튜브 역사상 전례없는 유명세를 타고 있다고도 볼 수 있을 것이다.
2014년 3월, 퓨디파이는 그와 합동을 하고 싶다는 많은 제의를 거절하며 아직까지는 힘이 되는 한 자신의 노력에 의해서 만들어지는 유튜브, 한마디로 YouTube가 "You"Tube이기를 원한다고 답하였다.
개인 유튜버로써 현재 세계랭킹 1위를 차지하고 있으며, 세계랭킹 2위인 T-Series 간의 치열한 경쟁을 벌이고 있다. 2019년 3월 31일 "축하해"제목의 유튜브 동영상을 올려 T-Series 유튜브 채널과의 경쟁관계를 바탕으로 만들어진 콘텐츠를 올렸다. 두 사람의 실시간 구독자수가 현재 가장 인기 있는 내용이 되었다.(퓨디파이 유튜브 채널 실시간 구독자 )

### 채널형식
퓨디파이 방송의 주요 요소는 게임 리뷰와 게임중 퓨디파이의 익살스러운 반응으로 이루어져 있다. 그는 주로 호러, 액션게임을 선호하며, 특히 Amnesia: The Dark Descent 와 게임과 관련된 모드 (video gaming)mods를 플레이 하는 것으로 유명하다. 기존의 게임 공략 영상과는 달리, 퓨디파이의 'Let's Play' 영상들은 "게임하는 매 순간을 "Bro"들과 공유하는 것"에 주로 집중한다. 퓨디파이는 특히나 "Amnesia: The Dark Descent"에서 다양한 사물이나 캐릭터들에게 준 별명은 아직까지도 시청자들로 하여금 웃음을 짓게 한다. 예를 들어, 퓨디파이는 게임 플레이도중, 주먹만한 사이즈의 황금동상을 "Stephano"라고 부르며 무서운 분위기의 어두운 복도를 거닐 때마다 "Stephano"에 의존하며 게임을 진행한다. 또한 무고한 나무통들, "Barrels",를 의도적으로 악당 캐릭터로 만들면서 퓨디파이 특유의 콩트를 보여주며 사람에게 웃음을 선사하기도 한다.
퓨디파이는 또한 유명한 대회사들의 비디오 게임 뿐만이 아니라 인디 게임 개발자들도 지원하며, 퓨디파이를 통해 소개된 인디게임들은 대부분 판매율이 급상승했다고 전해진다. 2011년 9월 2일부터, 퓨디파이는 비주기적으로 vlogs 영상을 올리기도 한다.

### 자선활동
퓨디파이는 모금행사에 많이 참여하는 것으로도 유명하다. 초기에는 St. Jude Children's Research Hospital에 돈을 적선한 것으로 시작하였다. 또한, 퓨디파이는 천만명의 구독을 기념하여 "Water Campaign" 모금 행사를 시작하였다. 자신의 적선금을 포함, 퓨디파이의 팬들의 모금이 총합 $250,000가 나올 것이라고 퓨디파이는 예상하였지만 최종적으로 모인 금액은 $446,462인 것으로 밝혀졌다.
2012년 2월, 퓨디파이는 "King of the Web"이라는 온라인 콘테스트에 참여하였다. 그는 결국 최종우승은 거두지 못했지만 2012년 2월 1일부터 15일까지의 투표기간동안에는 "Gaming King of the Web"이라는 상을 수여받았다. 투표기간 후, 퓨디파이는 자신이 획득한 모든 상금을 World Wildlife Fund에 적선하였다.

### 대중적 이미지
앞서 얘기했듯이, 시청자들이 단순히 게임을 보기만 하는 것이 아니라 게이머들과 같이 즐기기를 원했던 퓨디파이는 자주 친근한 말투로 자신의 팬들을 'Bro'라고 일컫으며, 자신의 "Let's Play" 방송이 끝나갈 무렵에는 언제나 스크린 쪽으로 주먹을 쭉 뻗으며 "Bro Fist"로 마무리한다. Social Star Awards 행사에서는 경비원들의 경고에도 불구하고 대중들과 악수를 나누며 자신의 대중적 이미지를 어필하였다.
그러나 찬사가 있으면 비평이 있듯이, Variety에서 Andrew Wallenstein은 퓨디파이의 채널이 구독율이 높음에도 불구하고, 혹자들은 그의 업로드한 영상들의 내용은 극히 유치하며 퓨디파이의 내래이션은 싸이코 같다고 하였다.
게다가 퓨디파이는 그의 안티팬이 올린 동영상에 "Actually never mind, keep watching! Your extra views gets me extra cash! lololol", 해석하자면 '사실은 상관없어, 계속 봐 (비디오).너희들이 영상을 많이 볼 수록 나는 돈을 더 많이 번단다! 하하하!'라고 다소 적절하지 못한 댓글을 단 것에 대해 지적을 많이 받았으며 후에는 시청자들에게 사과하는 영상을 올리는 것으로 마무리를 지었다.

## 개인생활
여자친구 마르치아 비소닌 (유튜브에서는 CutiePieMarzia로 알려졌다)과 영국에서 거주 중이다. 참고로 마르치아 역시 600만명의 구독자를 거느리는 유튜브 유명인사이다.
"Let's Play" 영상이나 "Vlog"를 올리는 것 외에도 퓨디파이는 소셜 미디어 행사나 시사회에 자주 참여하는 것으로 알려져 있다. 2013년 7월에 "Internet Icon" 시즌2에서 게스트 심사위원으로 참여하였다.
퍼그 종 개인 '에드거'와 '마야'도 기르고 있으며, 많은 영상에서 에드거가 출연 하고, 마야도 가끔 출연 한다. 퓨디파이가 시청자들에게 얘기하고 있을 때, 가끔 에드거와 마야가 뒤에서 쳐다보거나 걸어가고 있다.

## 수상 및 후보
| 연도 | 시상식                      | 부문                    | 결과 | 각주   |
| ---- | --------------------------- | ----------------------- | ---- | ------ |
| 2013 | 스타카운트 소셜 스타 어워드 | 가장 인기 있는 소셜 쇼  | 수상 | [ 10 ] |
| 2013 | 스타카운트 소셜 스타 어워드 | 스웨덴 소셜 스타 어워드 | 수상 | [ 9 ]  |
| 2013 | 쇼티 어워드                 | #게이밍                 | 수상 | [ 38 ] |
| 2016 | 쇼티 어워드                 | 올해의 유튜버           | 후보 | [ 39 ] |
| 2017 | 피플 초이스 어워드          | 최애 유튜브 스타        | 후보 | [ 40 ] |
| 2019 | 틴 초이스 어워드            | 초이스 게이머           | 수상 | [ 41 ] |

## 같이 보기
- 유튜버 목록